# Benjamin West

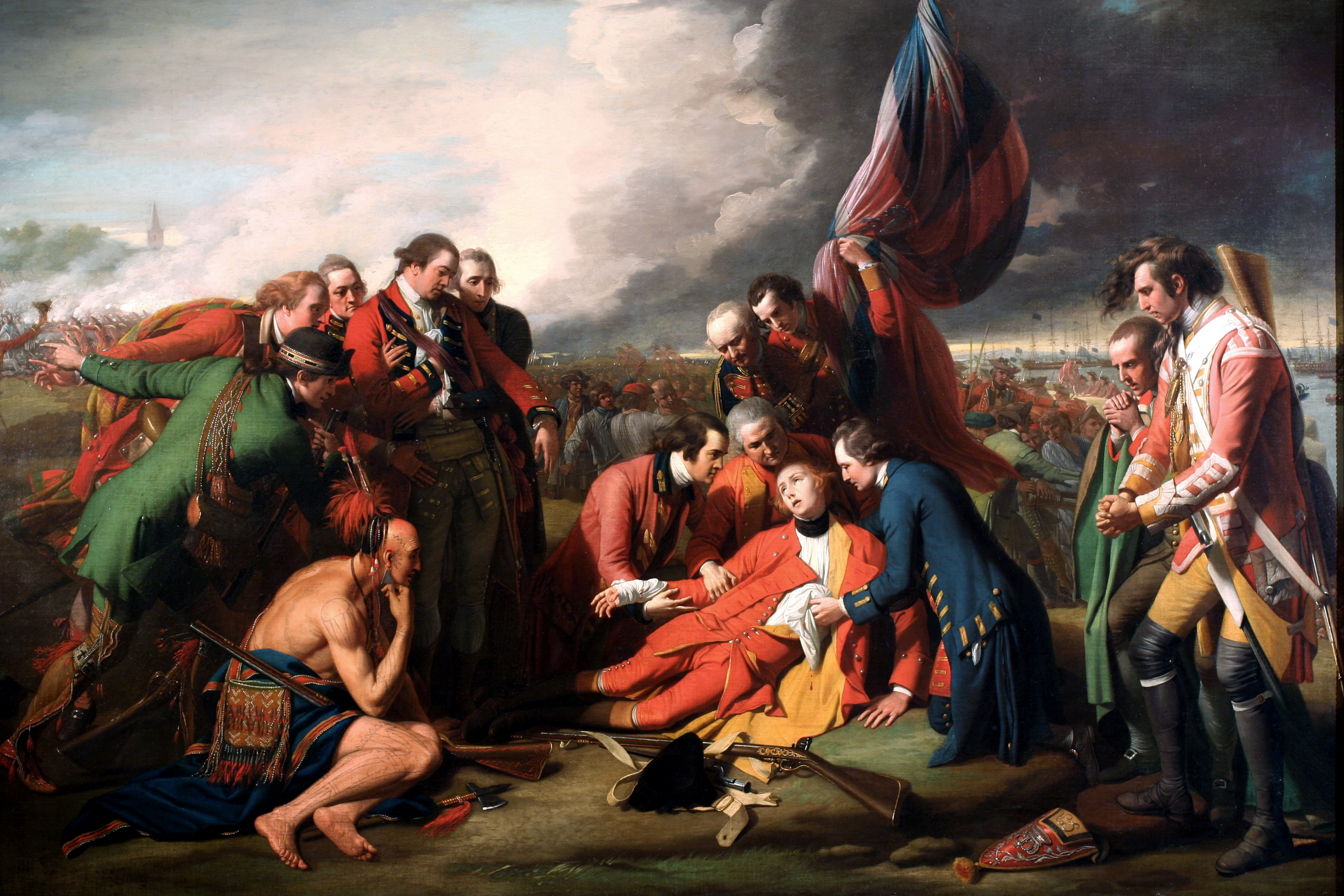
Benjamin West: "General Wolfes död" (1770). National Gallery of Canada, Ottawa.

Benjamin West, född 10 oktober 1738 i Springfield, Pennsylvania, död 11 mars 1820 i London, England, var en amerikansk porträtt- och historiemålare, som bosatte sig i London.
West hade studerat i Rom och där influerats av Mengs nyklassicism. Hans General Wolfes död, se James Wolfe, är ett typiskt och välkänt verk.
West blev 1768 medlem av Royal Academy samt efter Joshua Reynolds död dess preses 1792. Redan 1772 hade Georg III gjort West till sin hovmålare och 1790 till direktör över målningssamlingarna.

## Andra verk (urval)
- Orestes och Pilades som fångar inför Ifigenia (National Gallery)
- Kleombrotos sänd i landsflykt
- Agrippina med Germanicus’ aska
- Alexander med sin läkare
- Regulus’ avsked
- Hannibals ed
- Slaget vid La Hougue
- Stiftandet av strumpebandsorden
- Kristus välsignar barnen
- Kristus botar sjuka
- Nattvarden
- Bebådelsen
- Paulus och Barnabas
- Döden på den bläcka hästen (1817)